# Théodechilde (épouse de Caribert Ier)
Pour les articles homonymes, voir Théodechilde.
Théodechilde ou Thichilde du germanique « Theut-hild » (dates de naissance et de mort non connues) est une reine franque du VIe siècle.
En 566, elle devient la quatrième épouse du roi franc de Paris Caribert Ier, l'un des petits-fils de Clovis. Un fils, mort jeune, naît peut-être de ce mariage. On ignore ce que devient Théodechilde après la mort de son mari en 567.
Grégoire de Tours écrit cependant : « Après la mort de Caribert, Théodechilde, une de ses femmes, envoya des messagers au roi Gontran, pour s'offrir à lui comme épouse. Le roi lui fit répondre : « Qu'elle se hâte de venir à moi avec ses trésors ; car je la prendrai et la ferai grande aux yeux des peuples, de telle manière qu'elle aura plus grand honneur avec moi qu'avec mon frère qui vient de mourir. » Elle, joyeuse, rassembla tout ce qu'elle possédait, et partit pour aller le trouver. Ce que voyant, le roi dit : « Il est plus juste que ces trésors soient auprès de moi qu'au pouvoir de celle-là, qui n'était pas digne du lit de mon frère. » Alors, lui enlevant une grande quantité de ses richesses, et ne lui en laissant qu'une petite partie, il l'envoya au monastère d'Arles. Là, elle ne se soumettait qu'avec peine à la contrainte des jeûnes et des veilles, et par des messages secrets, elle s'adressa à un certain Goth, à qui elle promit que, s'il voulait la conduire aux Espagnes et l'épouser, elle sortirait du monastère avec ses trésors, et le suivrait de bon cœur. Celui-ci le promit sans hésiter. Elle avait donc rassemblé ses effets, et les avait roulés en paquets, se préparant à sortir du couvent, lorsque l'activité de l'abbesse prévint son projet, et, ayant découvert son manège, la fit rudement fustiger, puis ordonna qu'elle fût gardée dans une prison, où elle resta jusqu'à la fin de sa vie en ce monde, soumise à de grandes souffrances.»

## Postérité

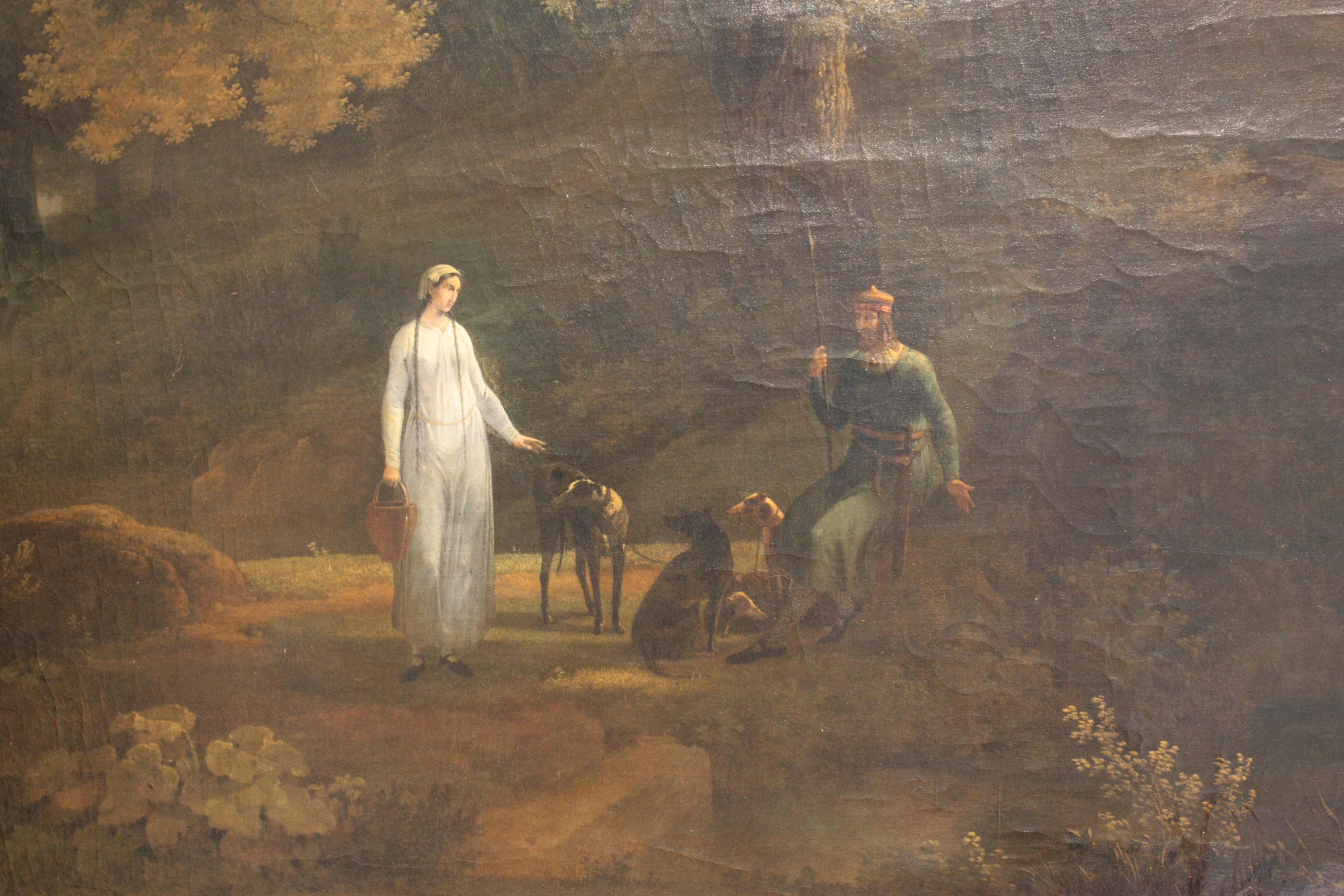
Jean-Victor Bertin, Charibert, fils de Clotaire, rencontre une jeune bergère (détail), 1819, musée des Beaux-Arts de Béziers.

Au XIXe siècle, les amours de Théodechilde et de Caribert inspirèrent les peintres du style troubadour, dont l'un des thèmes privilégiés était les anecdotes amoureuses historiques.
Jean-Victor Bertin présente au Salon de 1819 un paysage intitulé Paysage éclairé par le soleil du matin mettant en scène la rencontre du couple, en s'inspirant d'un passage de La Gaule poétique ou l'Histoire de France de Marchangy. Bertin explique ainsi son sujet : « Le sujet représente Chérebert [Caribert], un des fils de Clotaire. Un jour, ce prince, égaré à la chasse, s’arrêta près d’une fontaine. La simple Théodegilde [Théodechilde], fille d’un pauvre chêvrier, s’approche pour puiser de l’eau. Le roi lève les yeux sur cette fleur des champs ; quelqu’obscure que fut la naissance de cette bergère, Chérebert, en la voyant si belle, la crut digne d’être reine et bientôt il l’épousa. » L'œuvre fait partie des collections du musée des Beaux-Arts de Béziers.
Au même Salon de 1819, le peintre Jean-Antoine Laurent expose son tableau Chérebert [sic], roi de France, offrant l’anneau royal à Teudegilde, qu’il épousa et à laquelle il donna le titre de reine. La peinture, acquise par le ministère de l'Intérieur, est conservée à Auch au musée des Amériques.